# Linford Christie
Pour les articles homonymes, voir Christie.
Linford Christie, né le 2 avril 1960 à Saint Andrew en Jamaïque, est un athlète britannique d'origine jamaïcaine, pratiquant le sprint. Sa concentration avant le départ lui donnait un air impassible qui lui valut le surnom de « sphinx ». Il a remporté les quatre titres sportifs les plus importants aux yeux des Britanniques : champion du Commonwealth, champion d'Europe, champion olympique et enfin champion du monde. En 1999, après la fin de sa carrière internationale, il subit un contrôle antidopage positif et il est suspendu pendant deux ans.
Premier athlète européen à franchir la barrière des dix secondes au 100 m, il détient le record d'Europe de la discipline de 1988 à 2004.

## Biographie

### Premières années
Né en Jamaïque dans une famille de sept enfants, il rejoint sept ans plus tard ses parents, émigrés au Royaume-Uni depuis cinq ans. Auparavant, il vivait dans son pays natal avec sa grand-mère.
Il grandit alors à Shepherd's Bush, à Fulham. Après avoir arrêté l'école à seize ans, il effectue de petits boulots.

### Carrière sportive
Bien qu'il ait fait sa première apparition sous les couleurs du Royaume-Uni en 1980, il doit attendre quelques années avant de remporter ses premiers titres. Sa première victoire importante est le titre Amateur Athletic Association (Association amateur d'athlétisme anglaise) 1981 en indoor sur 200 m. En 1984, il ne parvient pas à se qualifier pour les Jeux Olympiques de Los Angeles. La saison suivante, il devient champion de Grande-Bretagne des 100 et 200 mètres.
En 1986, il obtient sa première médaille lors d'une compétition internationale en remportant les Championnats d'Europe en salle. Il participe ensuite aux Jeux du Commonwealth à Édimbourg, et obtient la médaille d'argent sur 100 mètres, derrière le Canadien Ben Johnson ;il termine second avec le relais britannique du 4 × 100 mètres. Il remporte ensuite le titre européen aux championnats d'Europe à Stuttgart, devançant l'Allemand de l'Est Steffen Bringmann et le Français Bruno Marie-Rose. Le relais britannique, dont il fait partie avec Elliott Bunney, Daley Thompson et Michael McFarlane, remporte la médaille de bronze, derrière l'URSS et la RDA.
La saison estivale suivante commence par une double victoire sur 100 et 200 mètres lors de la Coupe d'Europe. Il est le premier britannique à réaliser ce doublé. Il dispute ensuite les Championnats du monde à Rome, où il termine troisième du 100 mètres derrière l'Américain Carl Lewis et le Jamaïcain Raymond Stewart,.
La finale des Jeux Olympiques de Séoul est marquée par la victoire de Ben Johnson qui réalise 9 s 79, nouveau record du monde, devant l'Américain Carl Lewis, deuxième en 9 s 92 et Linford Christie, troisième en 9 s 97, nouveau record d'Europe. Trois jours plus tard, le Canadien, après l'analyse de l'échantillon A, puis la contre-expertise de l'échantillon B, est déclassé par le Comité international olympique au profit de Lewis, Christie prenant ainsi la médaille d'argent,. Le Britannique termine ensuite quatrième du 200 mètres avant de remporter sa seconde médaille d'argent de la compétition avec le relais 4 × 100 mètres britannique, composé de Elliot Bunney, John Regis et Mike McFarlane. Le titre est remporté par l'URSS dans une course privée des États-unis, disqualifiés en demi-finale. Linford Christie est contrôlé positif à la pseudoéphédrine, mais finalement disculpé par un jury du CIO qui accepte son explication: l'absorption de ginseng, qui ne figure pas sur la liste des produits interdits.
La saison suivante il remporte une nouvelle victoire en coupe d'Europe puis la Coupe du monde à Barcelone.
1990 comporte deux compétitions majeures : les Jeux du Commonwealth de 1990 à Auckland, où Linford Christie remporte deux titres sur le 100 mètres et le relais 4 × 100 mètres ; les Championnats d'Europe à Split, où il défend son titre. Il y parvient, battant le Français Daniel Sangouma. Il remporte également une médaille de bronze sur le 200 mètres derrière son compatriote John Regis et un autre Français, Jean-Charles Trouabal. Le relais britannique, composé de Darren Braithwaite, John Regis et Marcus Adam, obtient la médaille d'argent, devancé par le relais français.
Sa saison 1991 débute par deux médailles d'argent obtenues aux Championnats du monde en salle Lors de la saison estivale, malgré un nouveau record d'Europe, désormais établi à 9 s 92, il termine quatrième du 100 mètres des Championnats du monde de Tokyo, derrière Carl Lewis, vainqueur en 9 s 86, Leroy Burrell en 9 s 88 et Dennis Mitchell en 9 s 91. Cette course est alors la course la plus rapide de l'histoire, les temps réalisés par les quatre premiers figurant parmi les cinq meilleures performances de tous les temps,. Après une élimination en demi-finale du 200 mètres, il remporte toutefois une médaille de bronze en relais, composé de Tony Jarrett, John Regis et Darren Braithwaite. Le titre est remporté par les Américains devant les Français.
Linford Christie figure parmi les favoris du 100 mètres des Jeux Olympiques de Barcelone, course qui est privée de Carl Lewis en raison de sa sixième place aux Trials, championnat des États-Unis où il faut terminer dans les trois premiers pour prétendre à une place dans la sélection américaine. Christie fait un bon départ et l'emporte en 9 s 96 devant le Namibien Frankie Fredericks et l'Américain Dennis Mitchell. Il devient le champion olympique du 100 mètres le plus âgé de l'histoire. Dans les autres épreuves, il échoue en demi-finale du 200 mètres et termine quatrième avec le relais, composé de Marcus Adam, Tony Jarrett et John Regis. Il confirme ensuite sa domination sur le sprint en remportant la Coupe du monde à La Havane, terminant également second du 200 mètres. Le Royaume-Uni termine à la troisième place de cette compétition par équipe.
La saison suivante, Christie devient le premier coureur de 100 mètres à détenir de manière simultané les quatre titres majeurs pour un britannique: champion du Commonwealth, champion d'Europe, champion olympique et enfin champion du monde en triomphant lors des Championnats du monde de Stuttgart, dans le temps de 9 s 87, ce qui constitue un nouveau record d'Europe. Il devance deux Américains, Andre Cason et Dennis Mitchell,. Il remporte une nouvelle médaille, d'argent, avec le relais britannique, composé de Colin Jackson, Tony Jarrett, John Regis, et Linford Christie en dernier relayeur. Le relais établit également un record d'Europe en 37 s 77.
La saison suivante, il commence sa saison estivale par une nouvelle participation à la coupe d'Europe. Pour honorer son rôle de capitaine, il remporte deux victoires sur 100 et 200 mètres. Il conserve ensuite son titre européen du 100 mètres lors des Championnats d'Europe d'Helsinki (c'est son troisième titre consécutif) devant le Norvégien Geir Moen. Toutefois, lors du relais, il fait tomber son bâton lors d'un changement de main. Il conserve également son titre lors des Jeux du Commonwealth, en établissant la seconde performance mondiale de l'année. Durant la même saison, il termine second de la finale du Grand Prix IAAF puis remporte le 100 m de la Coupe du monde disputée à Londres.
La saison suivante, il termine à la sixième place du Championnat du monde de Göteborg, dont la course est remportée par le Canadien Donovan Bailey, devant Bruny Surin et Ato Boldon.
Sa dernière compétition majeure se déroule lors des Jeux Olympiques d'Atlanta. Christie se qualifie pour la finale. Mais lors de celle-ci, il réalise deux faux départs et il se voit ainsi disqualifié. Le titre olympique revient à Donovan Bailey qui établit un nouveau record du monde en 9 s 84.
Il se retire des compétitions internationales en 1997. Toutefois, il continue à courir dans des meetings moins importants. Lors d'un de ceux-ci, en février 1999 en salle à Dortmund il subit un contrôle antidopage. L'analyse des échantillons révèle la présence de nandrolone. Après avoir été dans un premier temps blanchi par la Fédération britannique d'athlétisme, l'IAAF reprend le dossier et le condamne à deux ans de suspensions. Or la règle édictée par la British Olympic Association (le comité national olympique du Royaume-Uni) est que toute condamnation pour dopage entraîne un bannissement à vie des jeux olympiques.

### Entraîneur et manager
En 1992, il fonde la “Nuff” Respect, structure qui a pour but de manager des sportifs. Il a dans un premier temps demandé à Colin Jackson de s'associer avec lui sur ce projet. Celui-ci ne le fit pas tout de suite, privilégiant sa carrière. le Gallois rejoint Linford Christie avant de se retirer peu après, pour des questions de divergences de vues avec Linford Christie.
Après sa carrière d'athlète, il s'est alors tourné vers la carrière d'entraineur à Manchester, ce qui lui a donné l'occasion d'entraîner Darren Campbell. Celui-ci remporte la médaille d'argent du 200 mètres aux jeux olympiques de Sydney. Une autre athlète du groupe de Christie est titrée lors de ces mêmes jeux : la Britannique Katharine Merry remporte le bronze sur le 400 mètres. Cette présence sur les lieux de compétitions pour diriger ses athlètes perturbe la British Olympic Association, incapable de faire respecter le bannissement dû à son dopage.
Toutefois, cette affaire de dopage est un élément essentiel à son absence au sein de l'équipe qui mène la candidature de Londres aux Jeux olympiques d'été de 2012, candidature menée par Sebastian Coe, avec lequel il a porté les couleurs britanniques dans le passée, et s'appuyant sur des champions olympiques britanniques comme Kelly Holmes, Steve Redgrave, et Daley Thompson. Pour la même raison, il se voir exclu de la liste des porteurs de la flamme olympique lors de son passage à Londres en prélude des jeux de Pékin.
En 2006, il fait partie d'un groupe de quatre anciens champions du Royaume-Uni, avec le décathlonien Daley Thompson, le lanceur de javelot Steve Backley et la coureuse de 400 mètres Katharine Merry, athlètes choisis par le directeur de l'athlétisme britannique Dave Collins pour occuper un rôle de mentor auprès des athlètes britanniques. Cependant, la présence de Linford Christie pose un problème : il est toujours banni des Jeux olympiques en raison de son contrôle positif de 1999. Parmi les personnalités qui s'opposent à sa présence, la marathonienne Paula Radcliffe est l'une des plus virulentes considérant que « We have to make sure that the people in that mentor role have an integrity and strong sense of ethics and morals. » (« Nous devons nous assurer que les personnes avec ce rôle de mentor doivent être intègre et possèdent un grand sens de l'éthique et de la morale »).

## Palmarès

### Palmarès international
| Date                                      | Compétition                    | Lieu      | Épreuve   | Résultat   | Performance  |
| ----------------------------------------- | ------------------------------ | --------- | --------- | ---------- | ------------ |
| 1986                                      | Championnats d'Europe en salle | Madrid    | 200 m     | 1er        | 21 s 10      |
| 1986                                      | Jeux du Commonwealth           | Édimbourg | 100 m     | 2e         | 10 s 28      |
| 1986                                      | Jeux du Commonwealth           | Édimbourg | 4 × 100 m | 2e         | 43 s 39      |
| 1986                                      | Championnats d'Europe          | Stuttgart | 100 m     | 1er        | 10 s 15      |
| 1986                                      | Championnats d'Europe          | Stuttgart | 4 × 100 m | 3e         | 38 s 71      |
| 1987                                      | Championnats du monde          | Rome      | 100 m     | 3e         | 10 s 14      |
| 1988                                      | Championnats d'Europe en salle | Budapest  | 60 m      | 1er        | 6 s 57       |
| 1988                                      | Jeux Olympiques                | Séoul     | 100 m     | 2e         | 9 s 97 RE    |
| 1988                                      | Jeux Olympiques                | Séoul     | 200 m     | 4e         | 20 s 09      |
| 1988                                      | Jeux Olympiques                | Séoul     | 4 × 100 m | 2e         | 38 s 28      |
| 1989                                      | Coupe du monde                 | Barcelone | 100 m     | 1er        | 10 s 10      |
| 1989                                      | Coupe du monde                 | Barcelone | 4 × 100 m | 2e         | 38 s 34      |
| 1990                                      | Championnats d'Europe en salle | Glasgow   | 60 m      | 1er        | 6 s 56       |
| 1990                                      | Jeux du Commonwealth           | Auckland  | 100 m     | 1er        | 9 s 93       |
| 1990                                      | Jeux du Commonwealth           | Auckland  | 4 × 100 m | 1er        | 38 s 67      |
| 1990                                      | Championnats d'Europe          | Split     | 100 m     | 1er        | 10 s 00      |
| 1990                                      | Championnats d'Europe          | Split     | 200 m     | 3e         | 20 s 33      |
| 1990                                      | Championnats d'Europe          | Split     | 4 × 100 m | 2e         | 37 s 98      |
| 1991                                      | Championnats du monde en salle | Séville   | 60 m      | 2e         | 6 s 55       |
| 1991                                      | Championnats du monde en salle | Séville   | 200 m     | 2e         | 20 s 72      |
| 1991                                      | Championnats du monde          | Tokyo     | 100 m     | 4e         | 9 s 92 (RE)  |
| 1991                                      | Championnats du monde          | Tokyo     | 4 × 100 m | 3e         | 38 s 09      |
| 1992                                      | Jeux Olympiques                | Barcelone | 100 m     | 1er        | 9 s 96       |
| 1992                                      | Jeux Olympiques                | Barcelone | 200 m     | 1/2 finale | 20 s 38      |
| 1992                                      | Jeux Olympiques                | Barcelone | 4 × 100 m | 4e         | 38 s 08      |
| 1992                                      | Coupe du monde                 | La Havane | 100 m     | 1er        | 10 s 21      |
| 1992                                      | Coupe du monde                 | La Havane | 200 m     | 2e         | 20 s 72      |
| 1993                                      | Championnats du monde          | Stuttgart | 100 m     | 1er        | 9 s 87 (RE)  |
| 1993                                      | Championnats du monde          | Stuttgart | 4 × 100 m | 2e         | 37 s 77 (RE) |
| 1994                                      | Championnats d'Europe          | Helsinki  | 100 m     | 1er        | 10 s 14      |
| 1994                                      | Jeux du Commonwealth           | Victoria  | 100 m     | 1er        | 9 s 91       |
| 1994                                      | Finale du Grand Prix IAAF      | Paris     | 100 m     | 2e         | 10 s 13      |
| 1994                                      | Coupe du monde                 | Londres   | 100 m     | 1er        | 10 s 21      |
| 1995                                      | Championnats du monde          | Göteborg  | 100 m     | 6e         | 10 s 12      |
| 1996                                      | Jeux Olympiques                | Atlanta   | 100 m     | finale, DQ | 9 s 96       |
| 1996                                      | Jeux Olympiques                | Atlanta   | 200 m     | 1/4 finale |              |
| 1996                                      | Jeux Olympiques                | Atlanta   | 4 × 100 m | 4e         | 38 s 08      |
| RE Record d'Europe \| DQ disqualification |                                |           |           |            |              |

### Autres titres et honneurs
- Champion Amateur Athletics Association (AAA) en 1986, 1988, 1989, 1991, 1992, 1993, 1994, 1996 sur 100 m et en 1988 sur 200 m
- Champion de Grande-Bretagne 1987, 1991, 1992, 1993 sur 100 m, 1985, 1988 sur 200 m[29]
- Vainqueur de la Coupe d'Europe des nations d'athlétisme en 1987, 1989, 1991, 1993, 1994, 1995, 1996, 1997 sur 100 mètres et 1987 et 1994 sur 200 mètres[30]
- Nommé Membre de l'Ordre de l'Empire britannique (MBE) en 1990, Officier (OBE) en 1998[31].
- Nommé Sportif de l'année par la BBC Sport en 1993[32].

## Statistiques

### Meilleures performances de l'année
Il obtient le titre de « meilleur performeur mondial de l'année » en 1993, lors de sa victoire aux championnats du monde de Stuttgart. Ce temps de 9 s 87 constitue son record personnel et a été le record d'Europe de la spécialité jusqu'au 22 août 2004 où le Portugais Francis Obikwelu établit un nouveau record avec 9 s 86 lors des Jeux olympiques d'Athènes. Il a figuré également à six reprises à la deuxième place au bilan mondial.
| Année                                         | Temps   | Vent | Date              | Lieu         | Rang |
| --------------------------------------------- | ------- | ---- | ----------------- | ------------ | ---- |
| 1986                                          | 10 s 04 |      | 4 juin 1986       | Madrid       | 3    |
| 1987                                          | 10 s 03 |      | 6 juillet 1987    | Budapest     | 2    |
| 1988                                          | 9 s 97  |      | 24 septembre 1988 | Séoul        | 2T   |
| 1990                                          | 10 s 02 |      | 28 janvier 1990   | Auckland     | 2    |
| 1991                                          | 9 s 92  |      | 25 août 1991      | Tokyo        | 3    |
| 1992                                          | 9 s 96  |      | 1er août 1992     | Barcelone    | 2T   |
| 1993                                          | 9 s 87  |      | 15 août 1993      | Stuttgart    | 1    |
| 1994                                          | 9 s 91  |      | 23 août 1994      | Victoria     | 2    |
| 1995                                          | 9 s 97  |      | 23 mai 1995       | Johannesburg | 2T   |
| 1996                                          | 10 s 03 |      | 26 juillet 1996   | Atlanta      | 13T  |
| 1997                                          | 10 s 04 |      | 21 juin 1997      | Munich       | 14T  |
| T Performance partagée avec d'autres coureurs |         |      |                   |              |      |